# IC 2985
IC 2985 је спирална галаксија у сазвјежђу Велики медвјед која се налази на листи објеката дубоког неба у Индекс каталогу.
Деклинација објекта је + 30° 43' 52" а ректасцензија 11h 59m 12,5s. Привидна величина (магнитуда) објекта IC 2985 износи 14,2 а фотографска магнитуда 15,1. IC 2985 је још познат и под ознакама UGC 6981, MCG 5-28-69, CGCG 157-74, KUG 1156+310, PGC 37744.